# Malthusianizmus

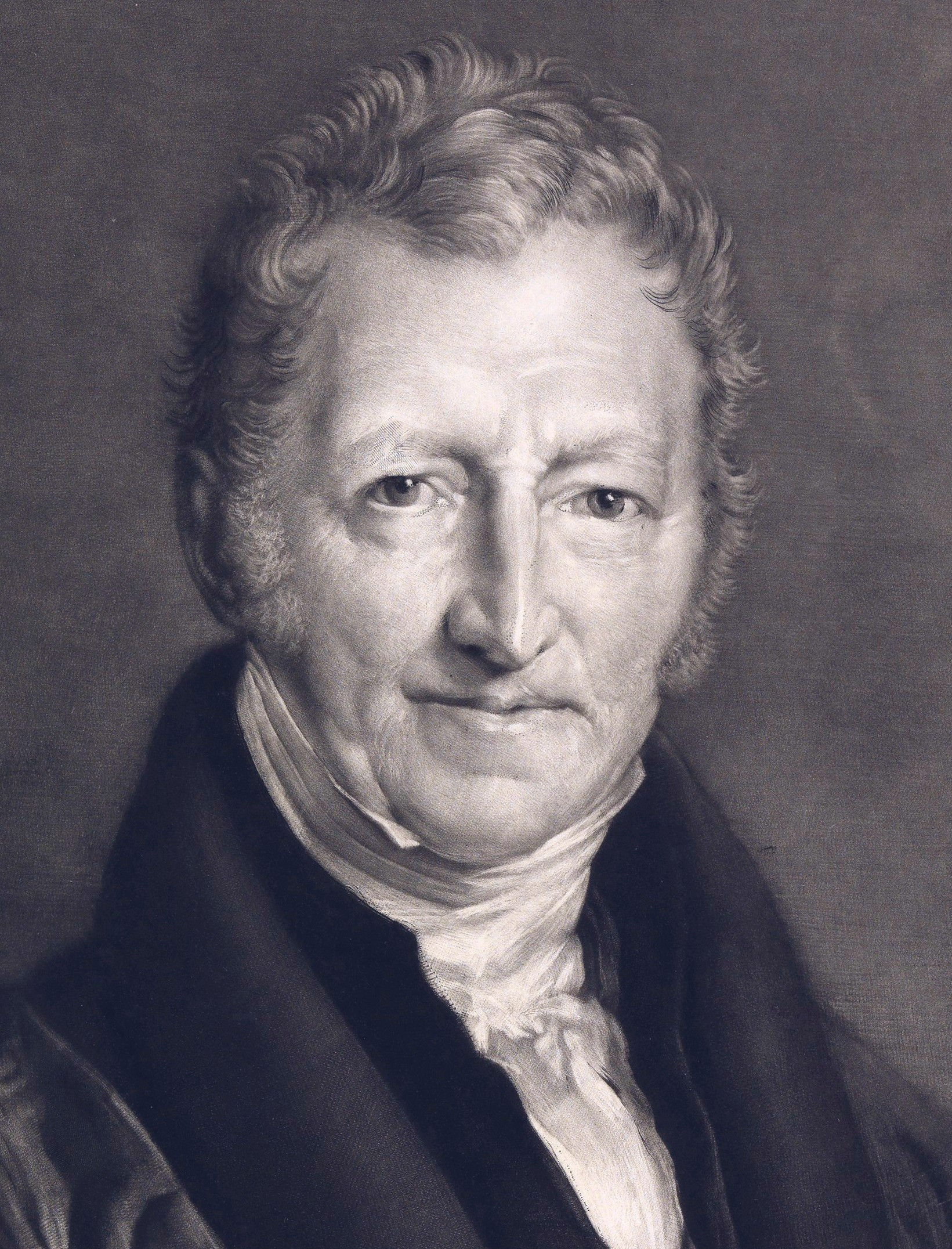
Thomas Malthus (1766-1834)

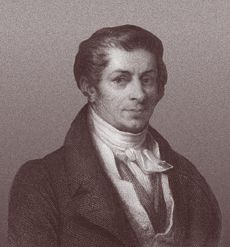
Jean Say

A malthusianizmus (ejtsd: maltuzianizmus) Thomas Malthus (1766–1834) angol pap és közgazdász által megalapozott tudománytalan  túlnépesedési elmélet, mely szerint a népességnövekedés mértani sorozat (1,2,4,8,16…), de a létfenntartási cikkek gyártásának üteme csak számtani sorozat (1,2,3,4,5…), és ez a fő oka a társadalmi fejlődés ellentmondásainak. Ezért a létfenntartási cikkek gyártása és a népesség növekedése közötti szakadék állandóan nagyobb lesz, és az életszínvonal szüntelenül csökken, a nyomor és az éhezés fokozódik. A malthusianisták szükségesnek tartják a születések csökkenését, a háborúkat, az emberek millióit pusztító csapásokat (például éhhalál), mert ezzel akarják megoldani a túl gyors népesedést.
A malthusianisták között sok kiemelkedő személyiség is volt: Max Weber, John Cazenove, Jean Say.

## Kritikája
Az elméletnek hosszú ideig nagy befolyása volt, később azonban egyértelművé vált, hogy sem az élelmiszertermelésre, sem a népességnövekedésre vonatkozó előrejelzései nem állták meg a helyüket.